# 이자성
이자성(중국어: 李自成, 병음: Lǐ Zìchéng 리쯔청[*], 1606년 9월 22일~1645년 5월 17일)은 중국 명나라 말기 농민 반란군 지도자이다. 아명은 이홍기(중국어 정체자: 李鴻基, 간체자: 李鸿基, 병음: Lǐ Hóngjī 리훙지[*])이며 명을 멸망하게 한 주요 인물 중 한 명이다.

## 이자성의 난
숭정제가 즉위하던 시기 명은 쇠퇴의 길에 접어들었다. 숭정제가 즉위하고서 기근이 들고 도처에서 봉기가 일어나는 데다가 청군도 나날이 격렬하게 침공했다. 명의 장군 원숭환이 청군을 늘 방어하여 왔으나 숭정제는 원숭환을 의심하여 죄를 물어 죽인 탓에 청군을 방어할 힘이 크게 약화되었다. 이 시기 틈왕(闖王) 고영상을 계승한 이자성이 농민군을 지도하여 서안을 점령하고 국호를 대순(大順, 순나라)이라 칭하였으며, 그 농민군 세력이 북경에 육박하였다. 숭정 17년인 1644년 4월 25일(음력 3월 19일), 이자성이 농민군을 지도하여 북경을 점령하자 숭정제는 신무문으로 나와 매산(煤山)에서 목을 매어 스스로 목숨을 끊었다. 숭정제는 당시 향년 33세였다.
1644년 5월 27일 청의 도르곤은 명의 숭정제가 죽자 투항한 명의 장수 오삼계와 함께 산해관을 넘어 이자성을 공격하여 격파하고서 북경에 진입해 천명을 선포하였다. 북경에서 섬서 상락으로 철수한 이자성의 농민군 세력은 급속히 약화했다. 1645년 이자성군은 청에 동관(潼關)마저 빼앗기자 양양을 거쳐 호북성으로 이동하였다. 거기서 남명의 좌양옥(左良玉)과 연합하여 청군에 대항하여 형세를 회복하려고 노력했지만, 좌양옥이 청군과 전투 도중 갑작스레 병사하여 기회는 무산되었다.

## 말년
우창과 강서에서도 청군에 패배한 이자성군은 현재 호북 통산(通山)인 통성(通城)으로 퇴각하였다. 구궁산(九宮山)에서 명군에게 살해당했다는 유언비어가 있으나, 《청세조실록》(淸世祖實錄)에 관련 기록을 보면, 탈출이 어려워지자 자결하였다고 전한다. 그러나 사체가 발견되지 않아 탈출하여 호남성 상덕인 석문(石門)에 소재한 협산사(夾山寺)에서 승려가 되어 1674년까지 살아 있었다는 전설이 전한다.

## 같이 보기
- 순나라
- 장헌충

| 전임 숭정제 | 중국 황제 1644년~1645년 | 후임 순치제 |